# Hiroshi Kashiwabara
Hiroshi Kashiwabara  (柏原寛司?, Kashiwabara Hiroshi), traslitterato anche come Kanji Kashiwabara, (Tokyo, 6 settembre 1949) è uno sceneggiatore giapponese. Deve la sua fama al fatto di aver curato i testi della serie anime Detective Conan.

## Sceneggiature curate

### Serie animate
- Detective Conan
- Lupin, l'incorreggibile Lupin

### Film d'animazione
- Detective Conan: Requiem per un detective
- Detective Conan: L'isola mortale
- Lupin III - Le profezie di Nostradamus
- Lupin III - Trappola mortale
- Lupin III - Bye Bye Liberty: Scoppia la crisi!